# 축국
축국(蹴鞠)은 고대 중국에서 유래한 동아시아의 옛 구기로, 축구와 유사한 것으로 알려진 구기들 중 최초로 기록된 구기이다. 축국은 네트의 구멍을 향해 공을 발로 차며 경쟁하는 게임으로, 축국에 대한 설명은 기원전 3~2세기의 한나라 시대로 거슬러 올라간다. 한국, 일본, 베트남과 같은 다른 아시아 국가에서도 축국을 하였다.

## 같이 보기
- 친론
- 하르파스툼
- 세팍타크로